# Gesonderte und einheitliche Feststellung von Besteuerungsgrundlagen
Gesonderte und einheitliche Feststellung ist im deutschen Steuerrecht ein Verwaltungsverfahren, das Besteuerungsgrundlagen selbständig feststellt, und zwar durch Erlass eines Feststellungsbescheids.

## Bedeutung
Besteuerungsgrundlagen wie etwa Einkünfte sind oft unselbständige Bestandteile eines Steuerbescheids. In einigen gesetzlich bestimmten Fällen werden die Besteuerungsgrundlagen jedoch gesondert festgestellt, vor allem aus Gründen der Zweckmäßigkeit. So werden beispielsweise die Gewinnanteile der Gesellschafter einer Personengesellschaft gesondert von den übrigen Einkünften der Gesellschafter festgestellt, und zwar einheitlich für alle Gesellschafter. Die im Feststellungsbescheid enthaltenen Angaben werden in einem zweiten Verwaltungsschritt in die individuellen Einkommensteuerbescheide der Gesellschafter übernommen.

## Gesetzliche Grundlagen
Vorschriften zur gesonderten Feststellung sind in den §§ 179 ff. Abgabenordnung zu finden. § 180 Abgabenordnung schreibt die gesonderte und einheitliche Feststellung insbesondere vor für
1. Grundsteuerwerte nach dem Bewertungsgesetz,
2. Einkommensteuer- und körperschaftsteuerpflichtige Einkünfte, wenn an den Einkünften mehrere Personen beteiligt sind und die Einkünfte diesen Personen zuzurechnen sind,
3. Einkünfte aus Land- und Forstwirtschaft, Gewerbebetrieb oder einer freiberuflichen Tätigkeit, wenn das zuständige Betriebsfinanzamt nicht zugleich für die Festsetzung der Einkommensteuer zuständig ist.

## Rechtsbehelf
Gemäß §§ 347 ff. Abgabenordnung (AO) können Feststellungsbescheide wie Steuerbescheide durch Einspruch angefochten werden. Geschieht dies nicht, sind die Feststellungen für die Steuerfestsetzung bindend, weil der Feststellungsbescheid als Grundlagenbescheid wirkt. Eine Anfechtung des Grundlagenbescheids im Rahmen der späteren Steuerfestsetzung schließt §§ 351 Abs. 2 Abgabenordnung aus.